# 蓬扎诺威尼托
蓬扎诺威尼托（義大利語：Ponzano Veneto）是意大利威尼托大区特雷维索省的一个市镇。总面积22平方公里，人口12218人，人口密度555.4人/平方公里（2009年）。国家统计（ISTAT）代码为026059。